# بن مكي
بنجامين أرثور مكي (Benjamin Arthur McKee) من مواليد 7 أبريل 1985.هو موسيقي و كاتب أغاني و منتج و أفضل مايعرف به كونه عازفا في فرقة إماجن دراجونس.

## روابط خارجية
- بن مكي على موقع IMDb (الإنجليزية)
- بن مكي على موقع ميوزك برينز (الإنجليزية)
- بن مكي على موقع ديسكوغز (الإنجليزية)
- بن مكي على موقع قاعدة بيانات الفيلم (الإنجليزية)